# Alexis Wangmene
Alexis Mang-Ikri Wangmeme (Yaoundé, 1º marzo 1989) è un cestista camerunese.

## Palmarès
- Coppa di Slovenia: 1

Krka Novo mesto: 2015